# Mercedes-Benz W209
W209 è la sigla di un'autovettura di fascia medio-alta prodotta dalla casa automobilistica tedesca Mercedes-Benz dal 2002 al 2010 e corrisponde alla seconda generazione della Mercedes-Benz Classe CLK.

## Profilo
La W209 è stata introdotta il 4 maggio 2002 per sostituire la serie W208, che sebbene non fosse più recente, in verità non era neppure ancora vecchissima, visto che la versione coupé era in listino da cinque anni e che solitamente il ciclo vitale medio di un'auto degli anni novanta si aggirava intorno ai sette anni.
In ogni caso, la prima W209 introdotta è stata quella con carrozzeria coupé, esattamente come nella serie precedente. La cabriolet sarebbe arrivata solo un anno dopo. Un'altra analogia stava nella base meccanica scelta, che ancora una volta era quella della contemporanea Classe C, ossia la serie W203.
Compito della W209 era quello di ripetere ed anzi migliorare il successo ottenuto con la serie W208.

### Estetica ed interni
A tale scopo, la seconda serie della CLK si proponeva con nuove linee, meno tondeggianti di quelle della W208, ma ugualmente sinuose e dinamiche. Anzi, il Cx è stato addirittura migliorato, scendendo a 0.28, un valore record nella sua categoria. Il frontale, più appuntito, riproponeva il tema dei doppi fari ellissoidali, ma stavolta a disegno incrociato, più simile a quello della nuova SL R230, e della stessa W203. Anche la calandra era molto più simile a quella della roadster.
La linea di fiancata, estremamente pulita, era più tesa e slanciata della precedente, ma anche più elegante e moderna. Com'era tradizione su ogni coupé Mercedes-Benz, mancava il montante centrale, in modo da non appesantire la linea. Il profilo a cuneo della fiancata era inoltre sovrastato dalla linea ad arco del tetto, anch'essa molto pulita. La coda proponeva il classico disegno trapezoidale dell'apertura del bagagliaio, che andava anche a tagliare i gruppi ottici posteriori, che a differenza di gran parte della restante produzione Mercedes-Benz (esclusa la Classe A), non erano di forma triangolare, ma parevano più una semiellisse con il taglio in verticale, dall'alto verso il basso.
Nell'insieme, la nuova CLK era leggermente cresciuta come corpo vettura (circa 7 cm in più), mentre il passo era aumentato di 2.5 cm.
L'abitacolo era piuttosto spazioso, specie nella zona anteriore. Il divano posteriore era abbastanza abitabile, anche se non al top, più che altro in altezza. Esso comunque era ribaltabile in modo da ampliare la capienza del bagagliaio, che già era piuttosto generosa di per sé con i suoi 435 litri. Il posto guida poteva usufruire di molteplici regolazioni elettriche: la plancia era divisa in due parti: la parte superiore ospitava semplicemente quattro bocchette per la climatizzazione, mentre la parte inferiore comprendeva tra l'altro la consolle centrale, molto elegante ed ottenibile anche con inserti in radica.

### Struttura e meccanica
La struttura della CLK di seconda generazione era costituita da un pianale nuovo, sebbene direttamente derivato da quello della W203. Le novità stavano nei consistenti irrobustimenti della scocca, che hanno portato ad un aumento della rigidità torsionale pari al 40% in più rispetto alla serie W208. Inoltre, sono stati montanti degli speciali box ad assorbimento d'urto, già introdotti nella SL R230 e nelle più recenti Classi S ed E. La carrozzeria faceva invece uso di acciai altoresistenziali in misura più massiccia che non nella W208.
Sempre sul fronte sicurezza, non mancavano il doppio airbag frontale, quelli laterali per gli urti a mezz'altezza ed i windowbag laterali per la protezione della testa contro i cristalli laterali. Per quanto riguardava la sicurezza attiva, oltre all'immancabile ABS, erano presenti anche l'ESP ed il Brake Assist per le frenate d'emergenza.
Le sospensioni della W209 erano state riviste: l'avantreno montava infatti uno schema MacPherson in sostituzione dei precedenti doppi bracci, mentre il retrotreno era un'evoluzione del precedente schema multilink.
L'impianto frenante, interamente a dischi, era stato potenziato grazie all'utilizzo di dischi anteriori da 345 mm di diametro e posteriori da 300 mm. Per quanto riguardava lo sterzo, si era passati dal sistema a circolazione di sfere a quello a cremagliera.

### Motorizzazioni
Al suo debutto, la CLK W209 era prevista unicamente con carrozzeria coupé, la cui sigla ufficiale era C209, ed in tre motorizzazioni:
- CLK 240, con motore V6 da 2.6 litri e 170 CV di potenza massima;
- CLK 320, con motore V6 da 3.2 litri e 218 CV;
- CLK 500, con motore V8 da 5 litri e 306 CV.

Come tradizione, la trazione era posteriore: il cambio era manuale a 6 marce solo per la CLK 240, mentre era automatico a 5 rapporti per le altre due versioni. Quest'ultimo, però, poteva essere montato a richiesta anche nella versione minore.

### Evoluzione

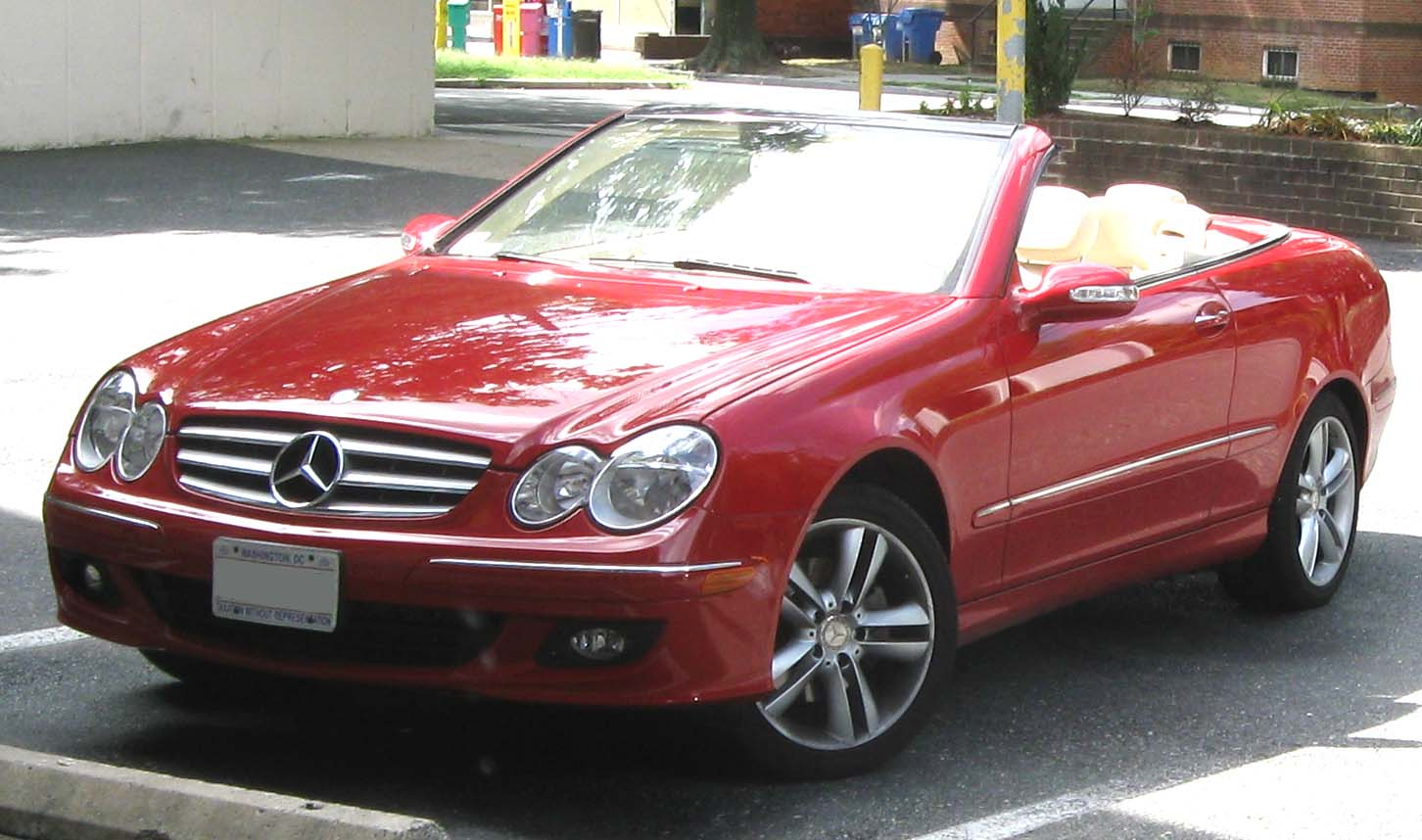
La A209, ossia la versione cabriolet della CLK seconda serie

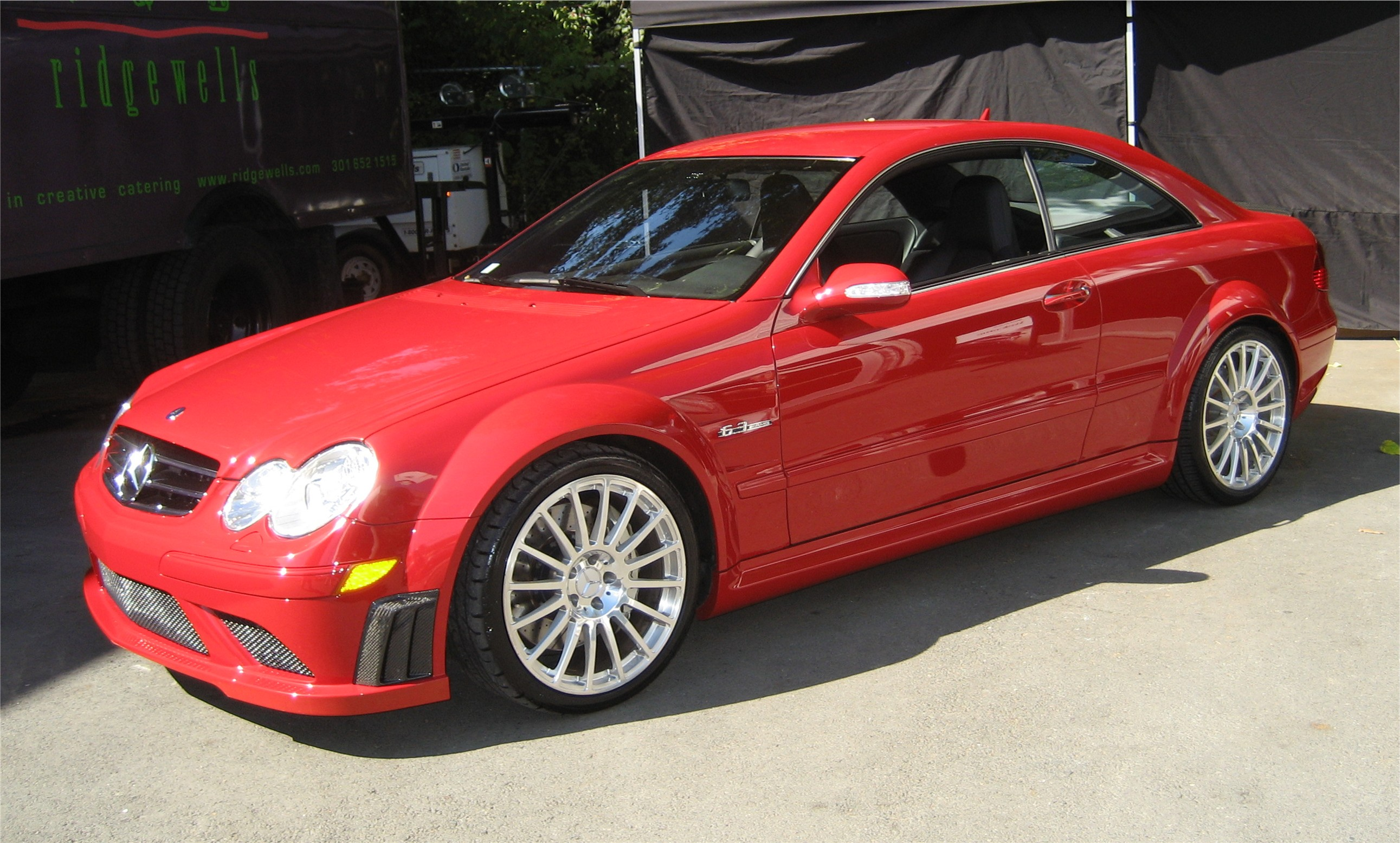
La Mercedes-Benz CLK63 Black Series

La commercializzazione della C209 venne avviata nel mese di maggio del 2002 in tutta Europa, ed in due distinti livelli di allestimento: Elegance ed Avantgarde.
Nell'autunno dello stesso anno, la gamma si ampliò con l'arrivo della versione di punta, la CLK55 AMG, mossa da un potente V8 aspirato da 5.4 litri e 367 CV, e della versione di base, la CLK 200 Kompressor, dotata di un 1.8 sovralimentato da compressore volumetrico, in grado di erogare 163 CV di potenza massima.
All'inizio del 2003, vi fu invece una grossa novità: per la prima volta una CLK veniva equipaggiata da un motore diesel, in questo caso da 2.7 litri, dando così i natali alla CLK 270 CDI, proposta solo con carrozzeria chiusa anche quando, qualche mese dopo, sarebbe stata lanciata la cabriolet. La sua potenza di 170 CV la rendeva anche piuttosto brillante come temperamento. Più o meno nello stesso periodo venne anche introdotta la CLK 200 CGI, con motore ad iniezione diretta.
Nel mese di marzo dello stesso anno, vi fu l'arrivo della versione cabriolet, denominata A209, e che andò a prendere il posto della precedente A208. Anche in questo caso, si trattava di una cabriolet con capote in tela, le cui differenze sostanziali con la coupé stavano nella capacità del bagagliaio più ridotta a causa dell'alloggiamento della capote che rubava spazio, e negli opportuni rinforzi alla scocca per non compromettere la necessaria rigidità della struttura. Erano presenti anche due roll-bar dietro i sedili posteriori, che fuoriuscivano istantaneamente dalle loro sedi non appena degli appositi sensori captavano un ribaltamento della vettura in corso. L'apertura e la chiusura della capote avveniva nel giro di 25 s mediante un meccanismo elettro-idraulico. La A209 era disponibile in tutte le motorizzazioni previste per la coupé, tranne, come già detto, il motore turbodiesel common rail da 2.7 litri e 170 CV.
Nel 2004 vi furono degli aggiornamenti tecnici ed all'equipaggiamento dell'abitacolo: quelli tecnici riguardavano alcune migliorie allo sterzo ed alle sospensioni, sia anteriori sia posteriori. Gli aggiornamenti all'abitacolo, invece, riguardavano un ridisegnamento della consolle centrale, con una nuova leva del cambio.

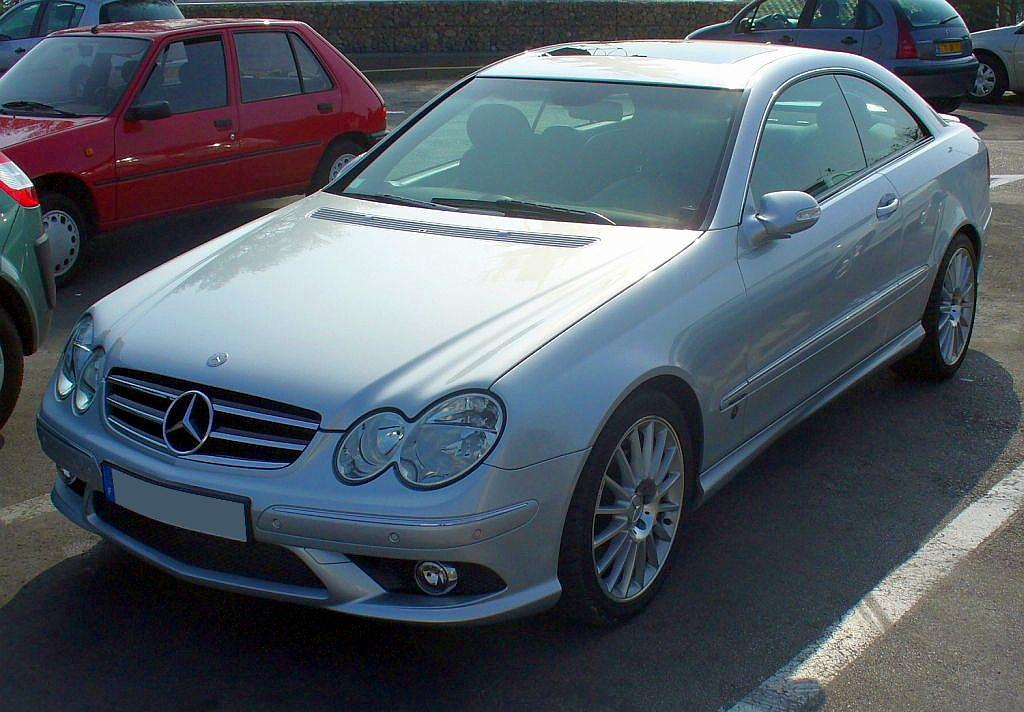
Vista frontale di una CLK C209 dopo il restyling del 2005

Nel 2005, invece, vi fu l'arrivo del restyling vero e proprio: vennero ridisegnati il paraurti anteriore e la calandra, ma anche le plastiche dei fari posteriori ed i cerchi. Nell'abitacolo delle versioni Avantgarde, la strumentazione venne leggermente ritoccata e più in generale vennero utilizzati materiali più pregiati.
Il restyling fu l'occasione per rivedere la gamma: la versione ad iniezione diretta fu tolta di produzione, mentre il motore V6 da 2.6 litri venne sostituito da un motore V6 da 3 litri e 231 CV. La CLK 320 fu tolta di produzione a favore della CLK 350, con motore V6 da 3.5 litri. Sul fronte diesel, la CLK 270 CDI venne sostituita da due modelli, uno con motore da 2.2 litri ed un'altra con motore da 3 litri. Di queste due nuove motorizzazioni, quella di cilindrata minore era prevista solo per la coupé.
La gamma venne invece sdoppiata quasi completamente in due livelli di allestimento: Elegance ed Avantgarde. Faceva eccezione la versione di punta griffata AMG. In sostanza, questa era la gamma risultante dopo il restyling:
- CLK 200 Kompressor: motore da 1.8 litri con compressore volumetrico e 163 CV;
- CLK 280: motore V6 da 3 litri aspirato e 231 CV;
- CLK 350: motore V6 da 3.5 litri e 272 CV;
- CLK55 AMG: motore da 5.4 litri e 367 CV;
- CLK 220 CDI: motore turbodiesel da 2.2 litri e 150 CV;
- CLK 320 CDI: motore turbodiesel da 3 litri e 224 CV.

Sempre nel 2005 vi fu l'arrivo di una delle CLK più sportive mai concepita dai tecnici Mercedes-Benz: la CLK DTM AMG. In questo caso, l'affinità del corpo vettura con le normali CLK era più evidente, ma tutto, a partire dal telaio, venne rivisto, montando sulla vettura elementi di carrozzeria di impronta sportiva, un chiaro richiamo alla linea della CLK C209 che aveva trionfato al DTM del 2003 con Bernd Schneider. 

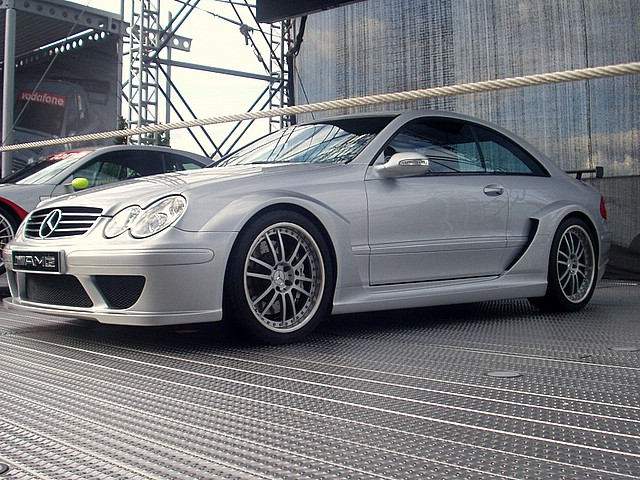
La potente CLK DTM AMG

Sotto il cofano della CLK DTM AMG pulsava un poderoso motore V8 da 5.4 litri, lo stesso utilizzato sulla CLK55 AMG, ma che in questo caso è stato sovralimentato mediante compressore volumetrico, con una potenza massima finale pari a ben 582 CV e ben 800 Nm di coppia massima. Esternamente, il look era molto aggressivo, grazie alle grosse prese d'aria sul paraurti anteriore e sui parafanghi posteriori, nonché per l'estrattore sul paraurti posteriore. Anche l'abitacolo era caratterizzato da un'impronta sportiva, con i suoi sedili avvolgenti e le cinture a 4 punti. La velocità massima era autolimitata a 320 km/h e la vettura fu prodotta in una serie limitata a soli 100 esemplari.
Nel 2006, la CLK 500 ricevette un nuovo motore sotto il cofano, un 5.5 da 388 CV, mentre la CLK55 AMG venne sostituita dalla CLK63 AMG, dotata di un V8 da 6.2 litri e 481 CV di potenza massima.
All'inizio del 2007, la CLK 200 Kompressor vide il suo motore quattro cilindri passare da 163 a 184 CV, mentre nel corso dello stesso anni fu introdotta, sempre in serie limitata, la CLK63 AMG Black Series, con lo stesso motore della "normale" CLK63 AMG, ma con potenza salita a 507 CV. Disponibile solo come coupé, la Black Series verrà prodotta con il contagocce: pur essendo una tiratura limitata, le vetture previste si esaurirono solo nel 2009, anno in cui l'intera gamma C209 verrà tolta di produzione, sostituita dalla nuova gamma E Coupé C207. La cabriolet A209, invece, sopravviverà alla versione chiusa per quasi un anno, fino al marzo del 2010, per essere poi sostituita dalla A107, ossia la versione cabriolet della C207.

## Riepilogo caratteristiche
Di seguito vengono mostrate le caratteristiche tecniche delle versioni previste per la gamma W209.
| Modello                | Carrozzeria | Sigla telaio | Motore                | Cilindrata cm³ | Potenza CV/rpm | Coppia Nm/rpm  | Cambio/ N°rapporti | Massa a vuoto (kg) | Velocità max | Acceler. 0–100 km/h | Consumo (l/100 km) | Emissioni CO2 (g/km) | Anni di produzione |
| Versioni a benzina     |             |              |                       |                |                |                |                    |                    |              |                     |                    |                      |                    |
| CLK 200 Kompressor     | Coupé       | 209.341      | M271E18ML (271.955)   | 1796           | 184/5500       | 240/ 3000-4000 | M/6                | 1.540              | 230          | 9"3                 | 8.7                | 198                  | 2002-06            |
| CLK 200 Kompressor     | Cabriolet   | 209.441      | M271E18ML (271.955)   | 1796           | 184/5500       | 240/ 3000-4000 | M/6                | 1.665              | 225          | 9"8                 | 8.8                | 205                  | 2003-06            |
| CLK 200 Kompressor     | Coupé       | 209.342      | M271E18ML (271.940)   | 1796           | 163/5500       | 250/ 3000-4000 | M/6                | 1.540              | 237          | 9"3                 | 8.8                | 198                  | 2002-09            |
| CLK 200 Kompressor     | Cabriolet   | 209.442      | M271E18ML (271.940)   | 1796           | 163/5500       | 250/ 3000-4000 | M/6                | 1.630              | 231          | 9"8                 | 8.8                | 198                  | 2007-10            |
| CLK 200 CGI            | Coupé       | 209.942      | M271DE18ML (271.942)  | 1796           | 170/5300       | 250/3000       | M/6                | 1550               | 231          | 9"2                 | 7.8                | 188                  | 07/2003 - 05/2005  |
| CLK 240                | Coupé       | 209.361      | M112E26 (112.912)     | 2597           | 170/5500       | 240/4500       | M/6                | 1.575              | 236          | 9"2                 | 10.8               | -                    | 2002-05            |
| CLK 240                | Cabriolet   | 209.461      | M112E26 (112.912)     | 2597           | 170/5500       | 240/4500       | M/6                | 1.700              | 232          | 9"7                 | 10.9               | -                    | 2003-05            |
| CLK 280                | Coupé       | 209.354      | M272E30 (272.940)     | 2996           | 231/6000       | 300/ 2500-5000 | M/6                | 1.575              | 250          | 7"4                 | 9.2                | 220                  | 2005-09            |
| CLK 280                | Cabriolet   | 209.454      | M272E30 (272.940)     | 2996           | 231/6000       | 300/ 2500-5000 | M/6                | 1.665              | 250          | 7"7                 | 9.6                | 227                  | 2005-10            |
| CLK 320                | Coupé       | 209.365      | M112E32 (112.955)     | 3199           | 218/5700       | 310/ 3000-4600 | A/5                | 1.605              | 244          | 7"9                 | 10.5               | -                    | 2002-05            |
| CLK 320                | Cabriolet   | 209.465      | M112E32 (112.955)     | 3199           | 218/5700       | 310/ 3000-4600 | A/5                | 1.730              | 240          | 8"2                 | 10.5               | -                    | 2003-05            |
| CLK 350                | Coupé       | 209.356      | M272E35 (272.960)     | 3498           | 272/6000       | 350/ 2400-3500 | A/7                | 1.605              | 250          | 6"4                 | 9.9                | 241                  | 2005-09            |
| CLK 350                | Cabriolet   | 209.456      | M272E35 (272.960)     | 3498           | 272/6000       | 350/ 2400-3500 | A/7                | 1.665              | 250          | 6"7                 | 10.1               | 241                  | 2005-10            |
| CLK 500                | Coupé       | 209.375      | M113E50 (113.968)     | 4966           | 306/5600       | 450/ 2700-4250 | A/5                | 1.660              | 250          | 6"                  | 11.5               | 260                  | 2002-06            |
| CLK 500                | Cabriolet   | 209.475      | M113E50 (113.968)     | 4966           | 306/5600       | 450/ 2700-4250 | A/5                | 1.785              | 250          | 6"2                 | 11.7               | 265                  | 2003-06            |
| CLK 500                | Coupé       | 209.372      | M273KE55 (273.967)    | 5461           | 388/6000       | 530/ 2800-4800 | A/7                | 1.600              | 250          | 5"2                 | 11.5               | 270                  | 2006-09            |
| CLK 500                | Cabriolet   | 209.472      | M273KE55 (273.967)    | 5461           | 388/6000       | 530/ 2800-4800 | A/7                | 1.785              | 250          | 5"3                 | 11.8               | 275                  | 2006-10            |
| CLK55 AMG              | Coupé       | 209.376      | M113E55 (113.987)     | 5439           | 367/5750       | 510/4000       | A/5                | 1.715              | 250          | 5"2                 | 12.1               | 287                  | 2002-06            |
| CLK55 AMG              | Cabriolet   | 209.476      | M113E55 (113.987)     | 5439           | 367/5750       | 510/4000       | A/5                | 1.820              | 250          | 5"4                 | 12.4               | 292                  | 2003-06            |
| CLK63 AMG              | Coupé       | 209.377      | M156E63 (156.982)     | 6208           | 481/6800       | 630/5000       | A/7                | 1.680              | 250          | 4"6                 | 14.3               | 338                  | 2006-09            |
| CLK63 AMG              | Cabriolet   | 209.477      | M156E63 (156.982)     | 6208           | 481/6800       | 630/5000       | A/7                | 1.820              | 250          | 4"7                 | 14.5               | 344                  | 2006-10            |
| CLK63 AMG Black Series | Coupé       | -            | M156E63               | 6208           | 507/6800       | 630/5000       | A/7                | 1.760              | 300          | 4"2                 | 15.4               | 369.60               | 2007-09            |
| CLK DTM AMG            | Coupé       | -            | M113E55               | 5439           | 582/6100       | 590/3500       | A/5                | 1.748              | 320          | 3"8                 | -                  | -                    | 2005-06            |
| CLK DTM AMG            | Cabriolet   | -            | M113E55               | 5439           | 582/6100       | 590/3500       | A/5                | 1.840              | 300          | 4"                  | -                  | -                    | 2006               |
| Versioni diesel        |             |              |                       |                |                |                |                    |                    |              |                     |                    |                      |                    |
| CLK 220 CDI            | Coupé       | 209.308      | OM646DE22LA (646.966) | 2148           | 150/4200       | 340/2000       | M/6                | 1.590              | 221          | 10"2                | 6.4                | 169                  | 2005-09            |
| CLK 270 CDI            | Coupé       | 209.316      | OM612DE27LA (612.967) | 2685           | 170/4200       | 400/1800       | M/6                | 1.645              | 230          | 8"6                 | 6.6                | 178                  | 2003-05            |
| CLK 320 CDI            | Coupé       | 209.320      | OM642DE30LA (642.910) | 2987           | 224/3800       | 415/ 1400-3800 | M/6                | 1.660              | 246          | 8"2                 | 7.2                | 190                  | 2005-09            |
| CLK 320 CDI            | Cabriolet   | 209.420      | OM642DE30LA (642.910) | 2987           | 224/3800       | 415/ 1400-3800 | M/6                | 1.785              | 242          | 8"6                 | 7.6                | 199                  | 2005-10            |